# Consolida saccata
Consolida saccata är en ranunkelväxtart som först beskrevs av Ernst Huth, och fick sitt nu gällande namn av Peter Hadland Davis. Consolida saccata ingår i släktet åkerriddarsporrar, och familjen ranunkelväxter. Inga underarter finns listade i Catalogue of Life.